# Valery Godyak
Valery Godyak (* 8. Juni 1941 in Czernowitz) ist ein russisch-US-amerikanischer Physiker, der sich mit Plasmaphysik beschäftigt.
Godyak erhielt 1964 sein Diplom in physikalischer Elektronik von der Technischen Universität Leningrad und wurde an der Lomonossow-Universität in Moskau 1968 in Plasmaphysik promoviert. 1964 wurde er Assistenzprofessor an der Radio-Universität in Rjasan und ab 1968 war er im Labor für Fusionsenergie am Institut für Elektrophysikalische Apparate in Leningrad, wo er an relativistischen Elektronenstrahlen, Elektronenoptik und Beschleunigerphysik arbeitete. 1972 ging er an die Lomonossow als Gruppenleiter für Gasentladungen mit Radiowellen. 1980 wurde er aus politischen Gründen entlassen und arbeitete in Aushilfstätigkeiten, zum Beispiel als Elektriker in einem Moskauer Krankenhaus. 1984 ging er in die USA und wurde Wissenschaftler bei der GTE Corporation (einer Folgegesellschaft der Bell-Telefongesellschaft), nach der Übernahme der Lampensparte 1993 durch Osram bei Osram Sylvania.
Als Wissenschaftler leistete er fundamentale Beiträge zu mit elektromagnetischen Wellen induzierten  Entladungen in Plasmen und damit verbundener nichtlinearer Phänomene. Als Industriephysiker entwickelte er Induktionslampen wie die Endura (Icetron/Endura) Lampe und erhielt Preise zum Beispiel von Osram Sylvania und Siemens.
Er ist Fellow der American Physical Society und der IEEE. 2004 erhielt er mit Noah Hershkowitz den James-Clerk-Maxwell-Preis für Plasmaphysik.